# Culver Cadet
Culver Cadet là một loại máy bay hạng nhẹ hai chỗ của Hoa Kỳ, sau đó được dùng làm máy bay không người lái điều khiển qua vô tuyến, do hãng Culver Aircraft Company chế tạo.

## Biến thể

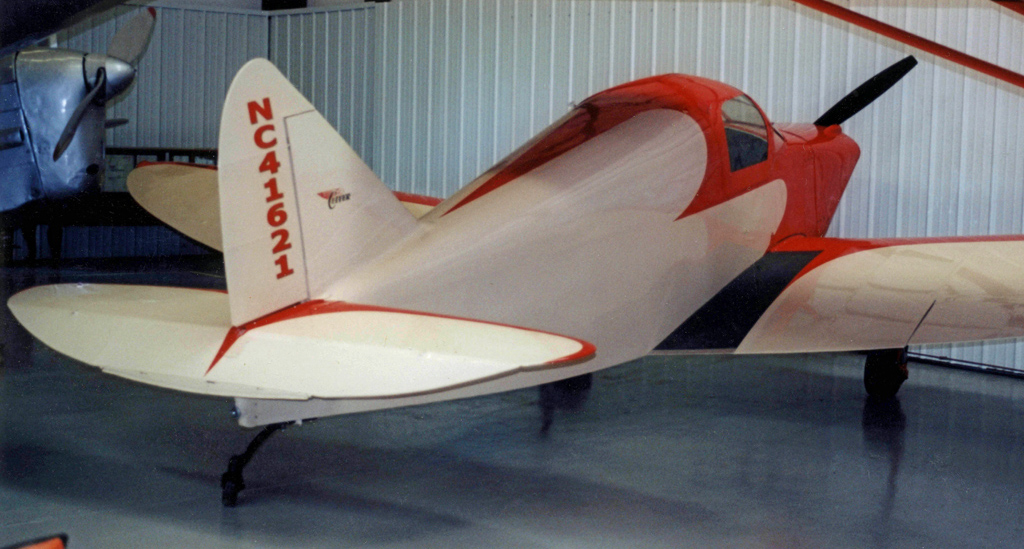
LCA Cadet chế tạo năm 1941, chụp năm 2006

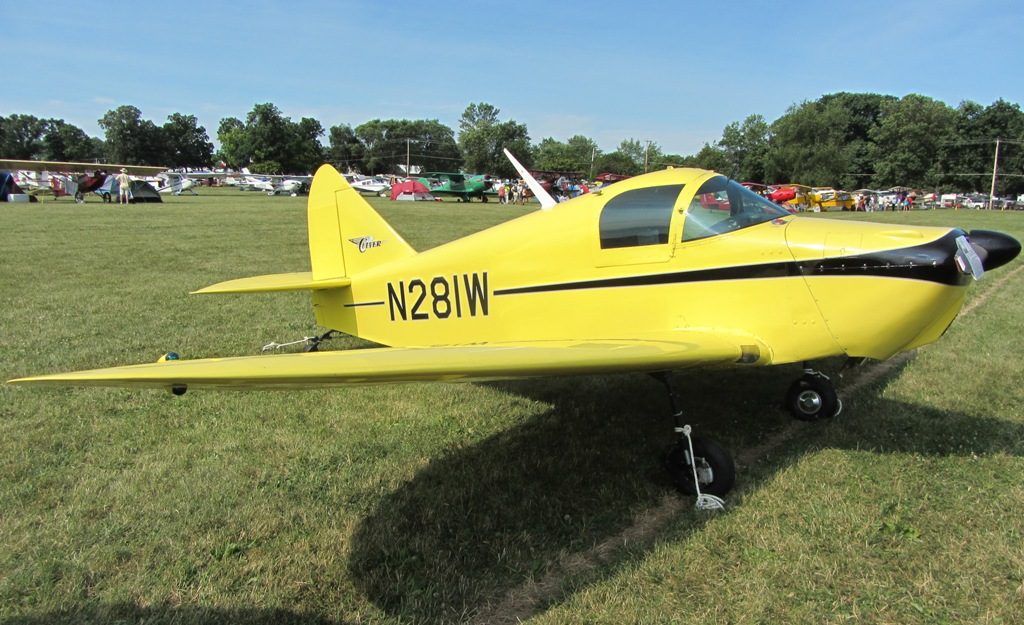
Culver Cadet 1940

Cadet LCA
Cadet LFA
Cadet LFA-90
LAR (Army A-8)
LAR-90 (Army PQ-8)
PQ-8A
Q-8A
TDC-1
TDC-2
Aero Systems Cadet STF

## Quốc gia sử dụng
Hoa Kỳ
- Quân đoàn Không quân Lục quân Hoa Kỳ
- Hải quân Hoa Kỳ

## Tính năng kỹ chiến thuật (Cadet LFA)
Đặc điểm tổng quát
- Kíp lái: 2
- Chiều dài: 17 ft 8 in (5.38 m)
- Sải cánh: 27 ft 0 in (8.23 m)
- Chiều cao: 5 ft 6 in (1.68 m)
- Diện tích cánh: 120 ft² (11.15 m²)
- Trọng lượng rỗng: 806 lb (366 kg)
- Trọng lượng cất cánh tối đa: 1,305 lb (592 kg)
- Động cơ: 1 × Franklin 4AC-176-F3, 80 hp (60 kw)

 Hiệu suất bay 
- Vận tốc cực đại: 142 mph (229 km/h)
- Tầm bay: 500 dặm (805 km)
- Trần bay: 17,000 ft (5180 m)